# Helge von Koch
Helge von Koch   (Svea livgardes church parish, 25 de gener de 1870 - Danderyd, 11 de març de 1924) fou un matemàtic suec que va descriure els famosos fractals coneguts com corba de Koch i floc de neu de Koch. Va realitzar aportacions a la teoria de nombres, provant el 1901 l'equivalència entre la hipòtesi de Riemann i una forma del teorema dels nombres primers.